# Kalliv, Hust
Kalliv (în ucraineană Каллів) este un sat în comuna Lîpețka Poleana din raionul Hust, regiunea Transcarpatia, Ucraina.

## Demografie
Componența lingvistică a localității Kalliv
     Ucraineană (100%)
Conform recensământului din 2001, toată populația localității Kalliv era vorbitoare de ucraineană (100%).